# Parque nacional natural Cueva de los Guácharos
El parque nacional natural Cueva de los Guácharos es una de las 59 áreas protegidas del sistema de Parques Nacionales Naturales de Colombia y la más antigua, creada en 1960. El parque cubre una superficie de 90 km², en el flanco occidental de la Cordillera Oriental, en el municipio de Acevedo en el departamento del Huila, (81%) y otra parte en el departamento del Caquetá, en zonas cársticas de cuencas tributarias de los ríos Magdalena y Caquetá. 
El parque Cueva de los Guácharos protege los biotopos boscosos húmedos subandino, entre 1200-2300 m s. n. m. y andino, entre 2300-3800 m de altitud (bioma bosque latifioliado húmedo tropical) y el biotopo páramo húmedo, (bioma praderas y chaparrales montanos tropicales), localizado por encima de los 3500-3800 m. Las extensas y cuasi-intactas áreas de robledal andino (Quercus humboldtii Bonpl., Fagaceae) y Colombobalanus excelsa Lozano, Fagaceae, una nueva especie de roble, descrita en el parque en 1979, son una de las riquezas fundamentales de Cueva de los Guácharos. 
El parque debe su nombre al guácharo (Steatornis caripensis, orden Caprimulgiformes, familia Steatornithidae) ave frugívora, nocturna que habita en cuevas y oquedades. Su nombre es onomatopéyico, se deriva del quechua huach y significa chillar o llorar, por su canto característico. Esta misma especie da nombre a otro parque natural: El Guácharo, localizado en la serranía interior oriental, al noreste del estado Monagas, Venezuela.

## Diversidad
No se conocen evaluaciones de diversidad para ningún taxón de este parque. Las tablas siguientes sólo listan las especies más sobresalientes; los datos son tomados de varias fuentes y pueden presentar contradicciones e inexactitudes. 
- Mamíferos: 62 especies (?? géneros, ?? familias).

| Género especie (autor)                 | Familia\subfamilia    | Nombre vernáculo | Rango biogeográfico                   | Estatus de conservación |
| -------------------------------------- | --------------------- | ---------------- | ------------------------------------- | ----------------------- |
| Lagothrix lagotricha lugens (Humboldt) | Cebidae\Atelinae      | Mono churuco     | Cuenca alta y media Amazonas          | ?                       |
| Cebus apella (Linnaeus)                | Cebidae\Cebinae       | Mono maicero     | Andes\cuenca Amazonas                 | ?                       |
| Ateles paniscus (Linnaeus)             | Cebidae\Atelinae      | Marimonda        | Medio y bajo Amazonas (!)             | ?                       |
| Mazama americana (Erxleben)            | Cervidae\Odocoileinae | Venado de páramo | Neotrópicos, excepto Chile, Patagonia | ?                       |
| M. rufina (Lesson)                     | Cervidae\Odocoileinae | Venado de páramo | ?                                     | ?                       |
| Pudu mephistophiles (De Winton)        | Cervidae\Odocoileinae | Venado conejo    | Norandina: N Ecuador- S Colombia      | ?                       |
| Tapirus pinchaque (Roulin)             | Tapiridae             | Danta de páramo  | Norandina: N Ecuador- Colombia        | amenazada, vulnerable   |
- Aves: 296 especies (?? géneros, ?? familias).
- Reptiles: (??especies, ?? géneros, ?? familias).
- Anfibios (??especies, ?? géneros, ?? familias).
- Plantas vasculares (??especies, ?? géneros, ?? familias).

## Factores de amenaza del parque
- Colonización para agricultura y ganadería ; aserrío, leñateo, cacería furtiva, manejo de pasturas y cultivares con fuego, tala rasa.
- Siembra y procesamiento de coca y amapola.
- La falta de mantenimiento y preservación del corredor de acceso, en donde se mezclan caminos de herradura y senderos de a pie, son una constante amenaza por riesgo de caída y resbalamientos. No hay sitios de sombra para descanso ni puntos de hidratación natural. El tránsito al interior de las cavernas no es apto para personas sin el suficiente entrenamiento y fortaleza que les permita el uso de escaleras de gato mal diseñadas, sin protección ni pasamos, con riesgo de caída de alturas superiores a los 20 metros.